# 田村地方
田村地方（たむらちほう）とは現在の福島県田村市・田村郡および郡山市の東部地域を合わせて呼ばれる地方名。

## 概要
この地域は明治時代の田村郡の領域に相当する。田村地方は中世末まで、田村郡東南部（小野町と田村市滝根町）が小野保、その他は田村庄にふくまれていた。庄とは荘園のことで、田村庄は坂上田村麻呂の功田として9世紀頃に成立し、鎌倉時代からは熊野新宮の荘園になったと考えられている。保は11世紀の後半に成立した、国衙領のうちの私領で、その成立には中央の権門や官司がかかわっていると言われている。小野保も12世紀前後に成立したと考えられるが、その頃の領主は分かっていない。

## 歴史

### 古代
5世紀ころ、田村地方は、二本松・安達・安積地方とともに、国造制のなかでは阿尺国（あじゃか）にふくまれ、阿岐国造（安芸＝広島）と同祖で天湯津彦を先祖とする比止禰（ひとね）が、朝廷の命によってこの地を治め、現地民は丸子部・丈部・大田部などの部民に編成されていたと考えられている。大化の改新（645年）によって、それまでの国造・県主制が国郡制に改められ、国司が中央から派遣されるようになった。この新たな国郡制のもとで、田村地方は道奥国（みちのおくのくに）安積郡に編入された。律令制度のもとで、郡内には郷が設けられたが、安積郡内に成立した八郷のうち、四郷が現在の田村地方を指したと考えられている。すなわち、芳賀郷（船引・常葉・大越）・小川郷（高瀬・宮城・御館）・丸子郷（三春）・小野郷（小野町）の四郷である。

### 平安時代
陸奥では8世紀の末から、中央権力に対する大規模な反乱が起き、田村地方におびたただしい伝説を残した坂上田村麻呂が、征夷の将としてたびたび登場した。当時、田村地方は朝廷の権力に服していたらしく、この地方の坂上田村麻呂伝説は正史に反映されていない。しかし、鎌倉大草紙や坂上系図浅羽本によれば、田村地方は田村麻呂の生誕の地とみなされ、この地が功田として田村麻呂およびその子孫・郎党に与えられた可能がある。
10世紀に入ると、陸奥北部の安部頼時が現地勢力を吸収して豪族化し、鎭守府の源頼義と戦闘を繰り広げた。1056年の源頼義、義家父子の敗戦のおりに、陸奥南部（現在の福島県）で敗軍の建て直しをはかったと考えられている。そのためか、福島県内には源義家伝承が多く残されている。ところが、田村郡には義家にまつわる伝承がなく、逆に反乱軍の安部貞任伝説がある。また、義家の兵糧供出に応ぜずに、居館を焼かれた虎丸長者の伝説が残ることなどから、田村の豪族のなかには反乱軍の安部方に応じる勢力もあったと見られている。
源義家の安部氏討伐を助け、奥六郡と出羽の支配権を握った清原本宗家が、内訌と義家の介入によってこれまた滅びると（後三年の役、1087年）、安部頼時の娘で藤原経清に嫁いだ女子の子、清原（藤原）清衡が東北の支配者になり、以後、平泉に居館を構えて、基衡・秀衡・泰衡と続く奥州藤原氏が東北地方に覇を唱える。田村地方は、田村麻呂の一族・郎従、田村氏が治め、奥州藤原氏の被官となって、その勢力圏にあったと思われる。そのうち田村庄にあたる地方は、安積郡から田村郡として分出されたのち、12世紀までに、奥州藤原氏によって熊野新宮に寄進されたと考えられている。藤原氏は預所（あずかりどころ）となるとともに、田村氏を庄司に起用して、所領の管理にあたらせたとみられる。

### 鎌倉時代
源頼朝による奥州藤原氏討伐が済み、文治の新恩（1189年9月）によって、関東武士に東北各地が所領として宛われたが、田村庄のみは記録がない。そのことから、庄司田村氏は旧領を安堵されたと目される。しかし、同年12月、藤原泰衡の郎従大河兼任の反乱に庄司田村氏が加担したため、鎌倉幕僚の藤原（田村）仲教が田村庄を領知し、一族・郎党を現地に派遣して管理にあたらせた。鎌倉に居住した藤姓田村惣領家は、執権北条家と密着して勢力を保持したが、元弘3年（1333年）の倒幕によって滅亡した。また、現地で地頭代、目代的な職掌をつとめた庄司田村氏は、後醍醐天皇方に付き、その後も一貫して朝廷方として闘うことになる。

### 南北朝時代
足利尊氏は倒幕に参加したものの、武士勢力の結集をはかって関東に大きな勢力を作った。朝廷はこれに対抗して、北畠顕家を陸奥守に任じて、陸奥国府を経営させた。庄司田村氏は現地奉行（検断奉行）として、北畠顕家のもとで国府機構に関わったと見られる。顕家が公田の支配に着手したのに応じて、藤原姓田村氏は田村庄内の108町余の式田の管理を統括し、それによって、現地での支配権を確立する。足利尊氏と後醍醐天皇の権力闘争が表面化すると、庄司田村氏は北畠顕家の二度の上洛に加わるなど、宮方の姿勢を鮮明にする。しかし、建武2年（1335年）、国宣をもって、白河の結城親朝が田村など八郡の検断職に任じられると、田村一族の一部にも親政への不満が高まり、田村弾正を中心とする三春の勢力は、足利方に応じていった。一方、延元3年（1338年）、田村宗季は、南朝より田村の庄司職に、また、直奏によって遠江権守に任じられた。さらに北畠氏は、結城氏の専断に不満を抱く福島県南部の武士団を鎮撫するために、直臣の多田入道を仙道に入部させて対策を講じた。しかし、これが裏目に出て、南奥南朝勢力の主力を担っていた結城親朝は、足利氏に降伏し、北朝に転じた（1343年）。庄司田村氏一族は、その後も北畠顕信のもとで、北奥に出兵して国府を一時的に奪回したり、南奥南朝の拠点宇津峰城の防戦に当った（1351 - 1352年）が、結城氏の降伏によって南朝の退勢は覆いがたくなり、庄司田村氏も、宇津峰落城ののち凋落の道をたどった。田村庄は足利に降伏した結城親朝、顕朝父子の支配下に置かれた。さらに、貞治6年（1367年）には、結城顕朝に小野保の地頭職が宛われている。

### 室町時代前期
陸奥の地は、足利幕府が、奥州管領、羽州管領（探題）を通じて直接支配したが、関東公方、足利氏満のときに、関東府の支配下に置かれるようになった。この時、田村庄司清包は足利氏満の成敗を逃れた小山若犬丸をかくまった。足利氏満は彼らを討つために、応永三年（1396年）、関東十カ国の大兵団を率いて田村庄に向かった。なぜなら、田村庄司清包は関東に潜んでいた南朝の残党勢力を糾合して抵抗していたからである。清包らは、白川まで打って出たもののたちまち敗れた。これによって、田村庄の三分の一は、関東公方の料所となり、その支配は結城満朝に委ねられ、満朝の実弟小峯満政が田村庄に入部した。足利氏満は陸奥の支配をさらに強めようと、嫡子満兼のときに、弟の満貞と満直を稲村（須賀川市稲）、篠川（郡山市安積町笹川）に下着させた（1399年）。
田村庄では、庄司家の衰退によって、小国人が分立し独立性を強めた。関東の料所が設定されたため、彼らは関東公方に忠勤を励みつつ、不利益となる外圧に抵抗し、また、分立から生まれる不安定な状況に対処するために、応永11年（1404年）、近隣諸地域の国人領主たちと一揆契約を交わしている。 この頃の田村庄の国人として、御代田、鬼生田、下枝、中津川、川曲、大越、小沢、墨田（細田）、鹿俣、穴沢、白石、門沢、常葉などの名前が見える。

### 室町時代後期
応永23年（1416年）、関東公方足利持氏（満兼の子）と管領上杉禅秀（氏憲）が争い、禅秀は満隆（満兼の子）を擁立して持氏を放逐した。これに対して、幕府、稲村公方満貞、下総結城氏は持氏を、篠川公方満直は禅秀を支持して衝突が起こり、結局、禅秀は自害した。田村清包の死後、没落し、下総結城氏の庇護を受けていた田村庄司家も、持氏・幕府側だったため、その地位を保証された。また、小野保は、正長年間（1428-1429年）に、持氏より石川駿河守孫三郎に宛われたが、まもなく、一部が岩城周防守らに渡された。その後、永享10年（1438年）、将軍職を望み果たせなかった関東公方足利持氏と将軍義教が対立した（永享の乱）。反庄司派と目される田村遠江守は、伊達持宗、蘆名盛久、結城満朝・氏朝父子などとともに篠川公方満直に応じて将軍側に加わり、一方、田村近隣の国人、石川・相馬・二階堂庶流、田村庄司家などは、稲村公方満貞に応じて持氏側に付いた。結局、持氏は破れ、自害し、関東府は滅亡した（1439年）。持氏派だった稲村公方満貞は自害し、庄司田村氏も征伐を受けた。一方、南奥の国人を幕府側に付けるのに活躍した篠川公方満直は、持氏死後の翌年、庄司田村氏の一族とみられる田村刑部大輔利政らによって殺された（1440年）。
関東では持氏の遺児成氏が幕府に認められて関東公方となったが、管領の上杉憲忠と対立し、これを謀殺した。幕府は管領上杉顕房を支援するとともに、成氏を廃し、足利政知を新公方として伊豆に下向させた。関東の国人たちは、成氏（古河公方）、政知（堀越公方）のいずれかを奉じて戦闘を交えた。陸奥の国人たちにも、成氏を征伐せよとの将軍義政からの再三の催促があったが、出陣しなかった。田村庄では、長禄4年（1460年）、田村次郎が、また、応仁元年（1467年）、田村太郎が軍勢催促を受けています。
15世紀中葉、南奥では、白川結城氏朝、および、その猶子直朝が四隣に影響力をふるった。田村直顕は宝徳3年（1451年）から記録に見え、結城氏のもとで代官的な役割をつとめるとともに、娘を結城直朝の孫顕頼に嫁がせるなど、田村庄内での地歩を固めていた。一方、白川結城氏は、永正7年（1510年）、当主政朝（直朝の子）が、有力庶子家小峯家の当主朝脩を攻殺すると、朝脩の父直常が政朝を放逐するなど、内訌によって力を失い、田村家はここに結城氏の支配を脱し、戦国大名へと成長していった。